# تانگ بین
تانگ بین (چینی: 唐宾؛ زادهٔ ۲۵ آوریل ۱۹۸۶) قایقران روئینگ اهل چین است.